# Unión Búlgara de Fútbol
La Unión Búlgara de Fútbol (en búlgaro: Български футболен съюз, БФС, transliterado Bǎlgarski Futbolen Sǎjuz, BFS) es el organismo rector del fútbol en Bulgaria, con sede en Sofía. Se encarga de la organización de la Liga y la Copa nacional, así como los partidos de la selección búlgara en sus distintas categorías.
Fue fundada en 1923 y está afiliada a la FIFA desde 1924. En 1954 fue una de las asociaciones fundacionales de la UEFA.
Tiene 50.639 licencias de futbolistas y 423 clubes inscritos (datos de mayo de 2004).

## Historia
La Unión Búlgara de Fútbol se fundó en 1923 como el departamento de fútbol de la Federación Nacional Búlgara de Deportes. Un año más tarde ingresó en la FIFA y la temporada 1924/25 impulsó el primer campeonato nacional. La Federación Nacional Búlgara de Deportes existió hasta la revolución de 1944, siendo substituida por el Comité Futbolístico Central. En 1948 pasó a ser la Sección de fútbol de la República, hasta 1962 cuando se convirtió en la Federación de Fútbol de Bulgaria. El 27 de junio de 1985 adoptó su actual denominación.

## Presidentes
| Presidente                                                                | Años        |
| ------------------------------------------------------------------------- | ----------- |
| Pavel Grozdanov, Tsvetan Genov, Ivan Batandzhiev, L. Sokerov y D. Hristov | 1923-1944   |
| Georgi Stoyanov                                                           | (1946-1948) |
| Isak Katalan                                                              | 1948        |
| Ivan Nikolov                                                              | 1948-1949   |
| Mladen Nikolov                                                            | 1949-1951   |
| Petar Kolarov                                                             | 1951-1952   |
| Stefan Petrov                                                             | 1952-1959   |
| Lachezar Avramov                                                          | 1959-1961   |
| Kiril Nestorov                                                            | 1961-1962   |
| Nedyalko Donski                                                           | 1962-1970   |
| Danail Nikolov                                                            | 1970-1975   |
| Ivan Nikolov                                                              | 1975-1979   |
| Krum Vasilchev                                                            | 1979-1982   |
| Dimitar Nikolov                                                           | 1982-1984   |
| Ivan Shpatov                                                              | 1984-1986   |
| Andon Traykov                                                             | 1986-1990   |
| Slavcho Tepavicharov                                                      | 1990-1991   |
| Dimitar Largov                                                            | 1991-1993   |
| Valentin Mihov                                                            | 1993-1994   |
| Hristo Danov                                                              | 1994-1995   |
| Ivan Slavkov                                                              | 1995-2005   |
| Borislav Mijailov (perukata)                                              | 2005-       |